# آزمایش انتشار دیسک

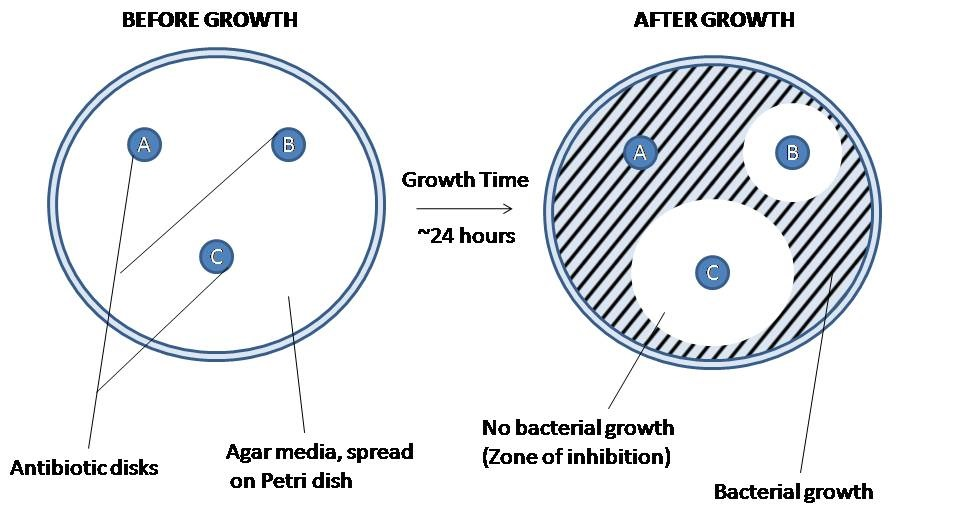
در آزمایشگاه‌های تشخیصی، از تست دیسک دیفیوژن برای تعیین حساسیت باکتری‌های جداشده به آنتی‌بیوتیک‌های مختلف استفاده می‌شود.

آزمایش انتشار دیسک (همچنین به عنوان آزمایش انتشار آگار، آزمایش کربی – بائر، تست حساسیت به آنتی‌بیوتیک دیسک دیفیوژن و آزمایش KB) یک روش میکروبیولوژی مبتنی بر محیط کشت است که در آزمایشگاه‌های تشخیص و داروپژوهی استفاده می‌شود. از این روش برای تعیین میزان حساسیت باکتری‌های عامل بیماری به آنتی‌بیوتیک‌های تأیید شده از نظر بالینی استفاده می‌شود. این به پزشکان اجازه می‌دهد مناسب‌ترین درمان آنتی‌بیوتیکی را تجویز کنند.